# Terza armata ottomana
La Terza armata ottomana fu la principale unità militare schierata dall'Impero ottomano per combattere le forze dell'Impero russo durante la campagna del Caucaso della prima guerra mondiale.
In origine l'area a cui era stata assegnata la Terza armata erano i Balcani, con quartier generale a Salonicco, mentre in seguito, allo scoppio della prima guerra mondiale, fu destinata alla difesa del confine del Caucaso ed il quartier generale fu stabilito nella fortezza di Erzurum.

## Ordine di battaglia (1914)
Comandanti dell'armata furono prima Hasan İzzet Pascià (ottobre - dicembre 1914), poi Enver Pascià (dicembre 1914 - gennaio 1915); l'arrivo di Enver ad Erzurum in vista dell'offensiva invernale del dicembre del 1914 comportò la sostituzione dei comandanti dei tre Corpi.
Prima della battaglia di Sarıkamış i ranghi della Terza Armata comprendevano 118660 soldati, suddivisi nelle seguenti unità:
- IX Corpo (Achmet Fevzi Pascià, sostituito dal colonnello Ihsan Pascià)
  - 17ª divisione
  - 28ª divisione
  - 29ª divisione
- X Corpo (Mirliva Ziya Pascià, sostituito da Hafız Hakkı Pascià)
  - 30ª divisione
  - 31ª divisione
  - 32ª divisione
- XI Corpo (Mirliva Galip Pascià)
  - 18ª divisione
  - 33ª divisione
  - 34ª divisione
  - 2ª Divisione di cavalleria

Dopo la battaglia di Sarıkamış gli effettivi si ridussero a circa 20000 uomini, senza artiglieria ed altro equipaggiamento pesante perso durante l'operazione. Il comando dell'armata passò al generale Hafız Hakkı, che ben presto però morì di febbre tifoide ad Erzurum il 15 febbraio 1915.